# Tim Walz
  Tim Walz    (West Point, 6 d'abril de 1964) és un militar, mestre i polític estatunidenc, governador de Minnesota des de 2019. Veterà de la Guàrdia Nacional de l'Exèrcit dels Estats Units i antic professor, és conegut per les seves conviccions progressistes i per defensar polítiques d'esquerra.
De jove es va incorporar com a soldat a la Guàrdia Nacional dels Estats Units per a poder pagar els estudis superiors i, posteriorment, va exercir de professor en una escola de secundària, on va conèixer la seva esposa, Gwen Whipple. Es van traslladar a Minnesota, on va ensenyar geografia i va entrenar l'equip de futbol americà d'un institut, aconseguint que aquest guanyés el campionat estatal de 1999.
La seva entrada a la política es va produir el 2006, quan va ser elegit congressista per Minnesota a la Cambra de Representants dels Estats Units, càrrec que va revalidar en diverses ocasions. Durant aquest període, va captar l'atenció de l'ala esquerra del Partit Demòcrata en representar l'Amèrica treballadora, rural i blanca, defensant idees progressistes.
És membre del Partit Demòcrata-Agrari-Laborista de Minnessota i de l'Associació de Governadors Demòcrates. Va ser elegit governador de Minnesota en les eleccions de 2018 i, des de llavors, ha promogut una agenda progressista que inclou àpats escolars gratuïts, mesures per abordar la crisi climàtica i reduccions d'impostos per a la classe mitjana. Ha defensat els drets reproductius de les dones, tot i que també ha adoptat una posició més conservadora en defensar els interessos agrícoles i donar suport al dret a posseir armes. El 2022, va ser reelegit per a un nou mandat de quatre anys.
L’agost de 2024, Kamala Harris, candidata a la presidència dels Estats Units pel Partit Demòcrata, el va triar com el seu candidat a vicepresident, descartant els altres dos aspirants, el governador de Pensilvània, Josh Shapiro, i el senador Mark Kelly, però van perdre les eleccions amb contundència enfront Donald Trump.